# Moczydły-Kukiełki
Moczydły-Kukiełki [mɔˈt͡ʂɨdwɨ kuˈkʲɛu̯ki] est un village polonais de la gmina de Perlejewo dans le powiat de Siemiatycze et dans la voïvodie de Podlachie.